# Zvi Galil
Zvi Galil (em hebraico:  צבי גליל; Tel Aviv, 26 de junho de 1947) é um cientista da computação e matemático israelense-estadunidense. É decano do Georgia Institute of Technology College of Computing. Seus interesses de pesquisa incluem o projeto e análise de algoritmos, teoria da complexidade computacional e criptografia. Foi creditado por cunhar os termos stringology e sparsification. Publicou mais de 200 artigos científicos sendo listado como um ISI highly cited researcher.

## Formação
Obteve os graus de B.Sc. (1970) e M.Sc. (1971) em Matemática aplicada, ambos summa cum laude, na Universidade de Tel Aviv, com um Ph.D. em ciência da computação na Universidade Cornell em 1975, orientado por John Hopcroft. Passou um ano no pós-doutorado no Thomas J. Watson Research Center da IBM em Yorktown Heights (Nova Iorque).

## Pesquisa
Suas áreas de pesquisa são algoritmos, teoria da complexidade computacional, criptografia e projeto experimental. Dentre suas mais citadas publicações estão:
- Gabber, O.; Galil, Z. «Explicit constructions of linear-sized superconcentrators». Journal of Computer and System Sciences. 22 (3). doi:10.1016/0022-0000(81)90040-4
- Gabow, H. N.; Galil, Z.; Spencer, T.; Tarjan, R. E. «Efficient algorithms for finding minimum spanning trees in undirected and directed graphs». Combinatorica. 6 (2). doi:10.1007/BF02579168
- Galil, Z. «Efficient algorithms for finding maximum matching in graphs». ACM Computing Surveys. 18 (1). doi:10.1145/6462.6502
- Galil, Z.; Park, K. «An improved algorithm for approximate string matching». Proceedings of 16th International Colloquium on Automata, Languages and Programming. Lecture Notes in Computer Science. 372. Springer-Verlag. doi:10.1007/BFb0035772

## Prêmios e honrarias
Em 1995 foi eleito fellow da Association for Computing Machinery, por "fundamental contributions to the design and analysis of algorithms and outstanding service to the theoretical computer science community," e em 2004 foi eleito para a Academia Nacional de Engenharia dos Estados Unidos por "contributions to the design and analysis of algorithms and for leadership in computer science and engineering." Em 2005 foi eleito fellow da Academia de Artes e Ciências dos Estados Unidos.